# Ramunė Šidlauskaitė
Ramunė Šidlauskaitė  (nacida el 28 de junio de 1961 en Vilnius, Unión Soviética) es una exjugadora de baloncesto lituana. Consiguió 3 medallas en competiciones oficiales con la URSS.